# Vollenhovermeer
Il Vollenhovermeer è un lago di confine nei Paesi Bassi. La costa occidentale fa parte del Flevopolder nella provincia del Flevoland mentre la costa orientale fa parte della provincia dell'Overijssel. È separato a sud dal Kadoelermeer dal Vollenhoverkanal. Prende il nome dalla cittadina di Vollenhove che si trova sulla costa orientale, all'estremo sud del lago.